# Les Déracinés (film, 1951)
Pour les articles homonymes, voir Les Déracinés.
Pour plus de détails, voir Fiche technique et Distribution.
Les Déracinés (titre original : Surcos) est un film espagnol réalisé par José Antonio Nieves Conde et sorti en 1951.

## Synopsis
Une famille de campagnards, les Pérez, s'installe à Madrid dans l'espoir d'échapper à la pauvreté. Logés dans l'étroite maison d'un parent, chacun d'entre eux se met à la recherche d'un travail. Mais, ils ne trouvent que de misérables emplois dans un contexte hostile et corrupteur. Pour les Pérez, le désenchantement est irrémédiable… Un tableau réaliste de la société espagnole d'après-guerre.

## Fiche technique
- Titre du film : Les Déracinés ou Les Désemparés[2]
- Titre original : Surcos
- Réalisation : José Antonio Nieves Conde
- Scénario : Gonzalo Torrente Ballester, Natividad Zaro et J. A. Nieves Conde, d'après une idée de Eugenio Montes
- Photographie : Sebastián Perera
- Format : Noir et blanc - 1,37 : 1
- Musique : Jesús García Leoz (en), chansons de Manuel Mur Oti
- Montage : Margarita de Ochoa
- Décors : Antonio Labrada
- Costumes : Juan Esplandiu
- Production : Atenea Films
- Pays d'origine :  Espagne
- Langue originale : Espagnol
- Durée : 99 minutes
- Sortie : 
  - Espagne : 26 octobre 1951 à Barcelone
  - France : 24 septembre 1952 à Lille[2]

## Distribution
- María Asquerino : Pili
- Luis Peña (en) : El Mellao
- Félix Dafauce (en) : Don Roque
- Francisco Arenzana : Pepe
- Marisa de Leza (es) : Tonia
- José Prada : Manuel Pérez
- Ricardo Lucía : Manolo Pérez
- María Francés : la mère
- Montserrat Carulla : Rosario
- Marujita Díaz

## Analyse
Au début des années 1950, le cinéma espagnol « se caractérise par le souci de renouer avec la réalité. » L'Espagne sort progressivement de son isolement international (elle intègre l'Unesco en 1952 puis l'ONU trois ans plus tard). En novembre 1951, signe d'une timide ouverture culturelle, se déroule à Madrid la "Première Semaine du cinéma italien", au cours de laquelle est offerte une vision plutôt édulcorée de l'École néo-réaliste.
S'inspirant de cet exemple, quelques rares films essaieront de décrire les problèmes cruciaux de la société espagnole. Parmi ceux-ci, Surcos (Déracinés) de José Antonio Nieves Conde aura « le courage d'évoquer le problème de l'exode rural à travers la vie d'une famille andalouse qui s'installe à Madrid. »
« Ce qui est cependant curieux, c'est que les auteurs de cette histoire furent reconnus comme phalangistes. Leur filiation leur permit de réaliser cette production qui déclencha une forte polémique ; l'Église dénonça la manière dont certains thèmes, tels que la misère et le marché noir, étaient traités. [...] Le public de l'époque était, par ailleurs, habitué aux productions nord-américaines d'entertainment, et ne réserva pas un bon accueil à ce portrait si ressemblant et si incommodant », écrit Antxon Salvador Castiella.
Surcos sera, d'un autre côté, soutenu par José María García Escudero (es), premier directeur de la Cinématographie espagnole à l'intérieur du nouveau ministère de l'Information et du Tourisme, créé en 1951 et dirigé par Gabriel Arias Salgado (es), homme de confiance du général Franco. García Escudero déploiera toute son énergie pour défendre le film de José Antonio Nieves Conde, réussissant à le faire classer "film d'intérêt national" face à Alba de América de Juan de Orduña (1951), « rejeton tardif du cinéma historique grandiloquent ». Or, cette prise de position déclenchera le tumulte dans les milieux les plus conservateurs et le désaveu du ministre de tutelle. Celui-ci se séparera, après six mois d'exercice, en mars 1952, de son premier directeur de la Cinématographie.
Pourtant, à partir d'un texte-dénonciation écrit par une femme, Natividad Zaro, fait plutôt inhabituel à l'époque, José Antonio Nieves Conde « s'était interdit de montrer les origines économiques et politiques de l'exode rural qui en effet s'était accéléré de façon dramatique dans les années cinquante, pour se contenter d'évoquer le problème moral posé par la "corruption" de ces paysans dans leur nouvel environnement ». Pour l'heure, l'échec de Surcos contraindra les cinéastes espagnols « à limiter sérieusement la portée sociale et politique de leurs œuvres ».

## Distinctions
Le film a été présenté en sélection officielle en compétition au Festival de Cannes 1952.